# Марден, Энн
Энн Марден (англ. Anne Marden; род. 12 июня 1958, Бостон), в замужестве Грейнджер (англ. Grainger) — американская гребчиха, выступавшая за сборную США по академической гребле в период 1978—1992 годов. Обладательница двух серебряных медалей летних Олимпийских игр, дважды бронзовая призёрка чемпионатов мира, чемпионка Панамериканских игр в Каракасе, победительница многих регат национального и международного значения.

## Биография
Энн Марден родилась 12 июня 1958 года в Бостоне, штат Массачусетс.
Заниматься академической греблей начала в возрасте 15 лет в 1974 году в Академии Филлипса в Эксетере. Позже состояла в гребной команде Принстонского университета, регулярно принимала участие в различных студенческих регатах. Получила степень магистра делового администрирования во французской бизнес-школе INSEAD.
Дебютировала в гребле на взрослом международном уровне в сезоне 1978 года, когда вошла в основной состав американской национальной сборной и выступила на чемпионате мира в Карапиро, где в распашных рулевых восьмёрках заняла четвёртое место.
В 1979 году в парных четвёрках с рулевой показала шестой результат на мировом первенстве в Бледе.
Прошла отбор в олимпийскую сборную, собранную для участия в летних Олимпийских играх 1980 года в Москве, однако Соединённые Штаты вместе с несколькими другими западными странами бойкотировали эти соревнования по политическим причинам. В качестве компенсации за пропуск Олимпиады Марден была награждена Золотой медалью Конгресса.
На чемпионате мира 1981 года в Мюнхене в парных одиночках сумела квалифицироваться лишь в утешительный финал B.
В 1983 году в парных двойках одержала победу на Панамериканских играх в Каракасе.
Благодаря череде удачных выступлений удостоилась права защищать честь страны на домашних Олимпийских играх 1984 года в Лос-Анджелесе — в составе экипажа, куда также вошли гребчихи Вирджиния Гилдер, Джоан Линд, Лиза Роде и рулевая Келли Рикон, показала второй результат в парных рулевых четвёрках, уступив на финише только экипажу из Румынии, и тем самым завоевала серебряную олимпийскую медаль.
В 1985 году в одиночках взяла бронзу на чемпионате мира в Хазевинкеле.
В 1986 году в той же дисциплине финишировала пятой на мировом первенстве в Ноттингеме и стала серебряной призёркой на Играх доброй воли в Москве.
На чемпионате мира 1987 года в Копенгагене взяла бронзу в зачёте парных двоек.
Находясь в числе лидеров гребной команды США, благополучно прошла отбор на Олимпийские игры 1988 года в Сеуле — здесь заняла второе место в программе парных одиночек, пропустив вперёд восточногерманскую спортсменку Ютту Берендт, и добавила в послужной список ещё одну серебряную олимпийскую медаль.
После сеульской Олимпиады Марден осталась в составе американской национальной сборной на ещё один олимпийский цикл и продолжила принимать участие в крупнейших международных регатах. Так, в 1990 году в одиночках она выиграла бронзовую медаль на этапе Кубка мира в Люцерне и выступила на мировом первенстве в Тасмании, где, тем не менее, была далека от призовых позиций.
В 1991 году на чемпионате мира в Вене финишировала четвёртой в одиночках.
На Олимпийских играх 1992 года в Барселоне заняла четвёртое место в одиночках и по окончании этих соревнований завершила спортивную карьеру.
Впоследствии работала по специальности в финансовой сфере, была сотрудницей компании JPMorgan в Лондоне.